# Adam Danch
Adam Danch (ur. 15 grudnia 1987 w Rudzie Śląskiej) – polski piłkarz występujący na pozycji obrońcy w polskim klubie Wawel Wirek. Dwukrotny reprezentant Polski.

## Kariera klubowa
Jest wychowankiem Wawelu Wirek, w 2007 roku przeszedł do Górnika Zabrze, w którym grał 10 lat i był kapitanem drużyny. Ostatni mecz w barwach klubu rozegrał 8 kwietnia 2017 roku z Olimpią Grudziądz. W 2022 przeszedł do LKS Goczałkowice-Zdrój.
Danch swój 100. mecz w barwach Górnika (biorąc pod uwagę mecze w lidze, Pucharze Polski i Pucharze ligi) rozegrał 24 kwietnia 2010 roku przed własną publicznością ze Zniczem Pruszków (mecz o mistrzostwo I ligi zakończony zwycięstwem gospodarzy 2:0).
Swój 100. występ w Ekstraklasie zaliczył 23 marca 2012 roku w wygranym 3:1 wyjazdowym spotkaniu z Cracovią.
Swoje 200. spotkanie w barwach Górnika rozegrał 24 maja 2014 roku przeciwko Wiśle Kraków (mecz o mistrzostwo Ekstraklasy zakończony wynikiem 3:2 dla gości z Zabrza, kapitan Górnika strzelił w tym meczu dwie bramki).
Po w 2025 po 30 latach powrócił do klubu, w którym się wychował.

## Statystyki kariery klubowej
Stan na 29 grudnia 2016.
| Klub                     | Sezon                    | Liga                     | Liga  | Liga   | Puchar krajowy | Puchar krajowy | Puchar ligi | Puchar ligi | Puchary europejskie | Puchary europejskie | Suma  | Suma   |
| Klub                     | Sezon                    | Liga                     | Mecze | Bramki | Mecze          | Bramki         | Mecze       | Bramki      | Mecze               | Bramki              | Mecze | Bramki |
| ------------------------ | ------------------------ | ------------------------ | ----- | ------ | -------------- | -------------- | ----------- | ----------- | ------------------- | ------------------- | ----- | ------ |
| Górnik Zabrze            | 2006/2007                | Ekstraklasa              | 14    | 0      | 0              | 0              | 3           | 0           | –                   | –                   | 17    | 0      |
| Górnik Zabrze            | 2007/2008                | Ekstraklasa              | 24    | 0      | 1              | 1              | 10          | 0           | –                   | –                   | 35    | 1      |
| Górnik Zabrze            | 2008/2009                | Ekstraklasa              | 23    | 0      | 0              | 0              | 6           | 0           | –                   | –                   | 29    | 0      |
| Górnik Zabrze            | 2009/2010                | I liga                   | 27    | 0      | 1              | 0              | –           | –           | –                   | –                   | 28    | 0      |
| Górnik Zabrze            | 2010/2011                | Ekstraklasa              | 21    | 0      | 1              | 0              | –           | –           | –                   | –                   | 22    | 0      |
| Górnik Zabrze            | 2011/2012                | Ekstraklasa              | 25    | 1      | 1              | 0              | –           | –           | –                   | –                   | 26    | 1      |
| Górnik Zabrze            | 2012/2013                | Ekstraklasa              | 29    | 3      | 1              | 0              | –           | –           | –                   | –                   | 30    | 3      |
| Górnik Zabrze            | 2013/2014                | Ekstraklasa              | 14    | 2      | 1              | 0              | –           | –           | –                   | –                   | 15    | 2      |
| Górnik Zabrze            | 2014/2015                | Ekstraklasa              | 36    | 1      | 2              | 0              | –           | –           | –                   | –                   | 38    | 1      |
| Górnik Zabrze            | 2015/2016                | Ekstraklasa              | 36    | 2      | 1              | 0              | –           | –           | –                   | –                   | 37    | 2      |
| Górnik Zabrze            | 2016/2017                | I liga                   | 19    | 0      | 2              | 0              | –           | –           | –                   | –                   | 21    | 0      |
| Łącznie w Ekstraklasie   | Łącznie w Ekstraklasie   | Łącznie w Ekstraklasie   | 222   | 9      | –              | –              | –           | –           | –                   | –                   | 222   | 9      |
| Łącznie w Górniku Zabrze | Łącznie w Górniku Zabrze | Łącznie w Górniku Zabrze | 268   | 9      | 11             | 1              | 19          | 0           | –                   | –                   | 298   | 10     |

## Kariera reprezentacyjna
Uczestnik Mistrzostw Świata U-20 w 2007 w Kanadzie, gdzie wystąpił w czterech spotkaniach w zespole trenera Michała Globisza.
Ponadto Danch rozegrał dwa mecze towarzyskie w seniorskiej reprezentacji Polski.

## Statystyki kariery reprezentacyjnej
| Mecze i gole w reprezentacji | Mecze i gole w reprezentacji | Mecze i gole w reprezentacji | Mecze i gole w reprezentacji | Mecze i gole w reprezentacji | Mecze i gole w reprezentacji | Mecze i gole w reprezentacji |
| #                            | Data                         | Miasto                       | Przeciwnik                   | Gol                          | Wynik                        | Rozgrywki                    |
| ---------------------------- | ---------------------------- | ---------------------------- | ---------------------------- | ---------------------------- | ---------------------------- | ---------------------------- |
| 1.                           | 14.12.2008                   | Kundu                        | Serbia                       |                              | 1:0                          | towarzyski                   |
| 2.                           | 14.12.2012                   | Kundu                        | Macedonia Północna           |                              | 4:1                          | towarzyski                   |